# El club de los incomprendidos
El club de los incomprendidos és una pel·lícula espanyola de gènere dramàtic i romàntic de l'any 2014, dirigida pel director Carlos Sedes basada en la novel·la Buenos días, princesa! de Blue Jeans. La pel·lícula és protagonitzada per 
Charlotte Vega, Àlex Maruny, Ivana Baquero, Michelle Calvó, Jorge Clemente, Andrea Trepat i Patrick Criado. La pel·lícula es va estrenar el 25 de desembre de 2014 a Espanya.

## Sinopsi
Valeria (Charlotte Vega) s'acaba de mudar a Madrid després de la separació dels seus pares. En el seu nou institut, el primer dia es fica en una baralla pel que acudeix a teràpies de l'orientador (com a càstig) amb altres companys del centre. Al principi no li agrada, però, amb el temps, acaba encantada amb els seus nous amics. També hi ha pel mig alguna història d'amor entre Raúl i Valeria, que decideixen passar un cap de setmana fora, en secret. Després del comiat de Meri a Barcelona, Elisabeth, que està malalta, ja que veu a una amiga imaginària que li diu que està sent enganyada, decideix suïcidar-se, encara que els membres del club dels incompresos la salven.

## Repartiment
- Charlotte Vega com Valeria.
- Àlex Maruny com Raúl.
- Ivana Baquero com Meri.
- Michelle Calvó com Elisabeth.
- Andrea Trepat com Ester.
- Jorge Clemente com Bruno.
- Patrick Criado com César.

### Amb la col·laboració especial de
- Yon González com Rodrigo.
- Raúl Arévalo com Martín.
- Aitana Sánchez-Gijón com Mara.

### Repartiment secundari
- Iria del Río com Beatriz.
- Paula Muñoz com Alicia.
- Belén López com mare d'Eli.
- Álvaro Díaz com Ray.
- Beatriz Serén com Amiga 1.
- Raquel Espada com Amiga 2.
- Miguel Canalejo com noi pintada.
- Santiago Cuquejo com Alumne Aprovat.
- Javier Ruiz com Agent Inmobiliaria.
- Valeria Moreno com bessona.
- Adriana Moreno com bessona.
- José Ángel Egido com a director.
- Lluís Homar com xofer.

## Estrenes
| País     | Data d'estrena         |
| -------- | ---------------------- |
| Espanya  | 25 de desembre de 2014 |
| Xile     | 9 d'abril de 2015      |
| Perú     | 14 de maig de 2015     |
| Mèxic    | 29 de maig de 2015     |
| Alemanya | DVD & Blu-ray          |
| França   | DVD & Blu-ray          |
| Itàlia   | DVD & Blu-ray          |